# Kún család (rozsályi)
A Gutkeled nemzetségből származó rozsályi (rosályi) nemes és báró Kún család Szatmár vármegye kihalt ősrégi családja, mely eredetét Szatmár vármegye Rozsály (Rosály) nevű helységéről vette, e helység volt a család ősi birtoka, s annak már a 13. század végén birtokában volt,  innen vette előnevét is.

## Története
A család ismert törzse Kún, (Kun de Rosály Comes) 1291-ben élt, az ő nevéről nyerte a család a Kun nevet.
1291-ben nevezett Kún comes (ispán) kötelezte magát a váradi káptalan előtt, hogy a Kaplyon nemzetség-től szerzett Bere nevű földjét eladás esetén csak a Kaplyon nemzetségből származó Urdung Simon fiainak, és rokonságának fogja eladni.
1324-ben ifj. Kún Mene merítkezett alá a tamási szerzetesrendben, erről írásos emléket 1824-ben fedeztek fel.
1394-ben az ő utóda rosályi Kún Lukács mestert bízta meg a budai országgyűlés  a Nikápolyi ütközet előtt a segélypénzek beszedésével Ung, Bereg, és Ugocsa megyékben.
1420-ban Lukács fia Miklós és Jakab Gyüre helységet Breda asszonytól Attyay Tiba leányától elfoglalták.
1425-ben rosályi Kún Jakab és testvére Miklós birtokosok Csaholcz-on (Csaholc), melynek határait még ez évben megjáratják.
1445-ben a Kún család Rosálynak csak fele részében birtokol, a másik felét a kusali Jakchi család nyerte el. 1524-ben ismét egyik fele Bélteki Drágffy Jánosé lett.
1445-re a rosályiak uradalma már több mint 50 településből állt, a Rozsálytól több mint 50 km távolságra lévő Csaholy, Zalka (Mátészalka), Jármi, Hodász is birtokaik közé tartozott.
1520-ban Péter, Pál és János Kis- és Nagy-Arbát kapják királyi adományba.
1526-ban nevezett Pál, a mohácsi ütközet után a Budáról futók hajóra rakott kincseit fosztogatta.
1550-ben Domokos, Gergely, Péter, László és István testvérek, valamint Imre és Miklós új adományt kaptak rosályra.
A rosályi Kúnok birtokába tartozott Kis- és Nagyszekeres is, , s utóbbi templomában volt családi sírboltjuk is.
1602-ben Gáspár és László Bechky (Becsky) Györggyel kölcsönös egyességre léptek, hogy javaikban jobbágyaik vámot ne fizessenek.
1550-ben Rosályi Kún László, 1600-ban Rosályi Kún László, Rosályi Kún Gáspár és  Rosályi Kún Péter özvegye Máramaros vármegyei Gernyésen és környékén is birtokosok voltak.
1629-ben élt László (Lászlónak Károlyi Annától való fia), aki Szatmár vármegye főispánja, és Szatmár várának főkapitánya volt. Az ő halála után 1647-ben öccse István lett a főispán, aki feleségétől, Széchy Máriától elvált, férfi utód nélkül halt meg, az uradalom leányágon öröklődött tovább.
A rosályi Kún család birtokai a legnagyobb részben Szatmár megye
területén feküdtek, de ezenkívül kiterjedtek Máramaros megye, Ugocsa megye, Bereg megye, Bihar megye, Szabolcs, és Közép-Szolnok megye területére is.
A család leányági utódai
- Gáspár és János ágán:
Ujhelyi, Tárkányi, Megyery, Orosz, Barkóczy, Sóvári, Soos, Vitéz, Bay.
- Idősebb László ágán: 
gróf Barkóczy, Petky, Rhédey, Vay, és Ibrányi családok.
- Domokos ágán: 
Gyulaffy, farkasfalvi Farkas, Dancs, Vasally, és Szunyogh családok.
- István ágán:
lekcsei Sulyok, Tholdy és Pongrácz család.